# Bernard Picart

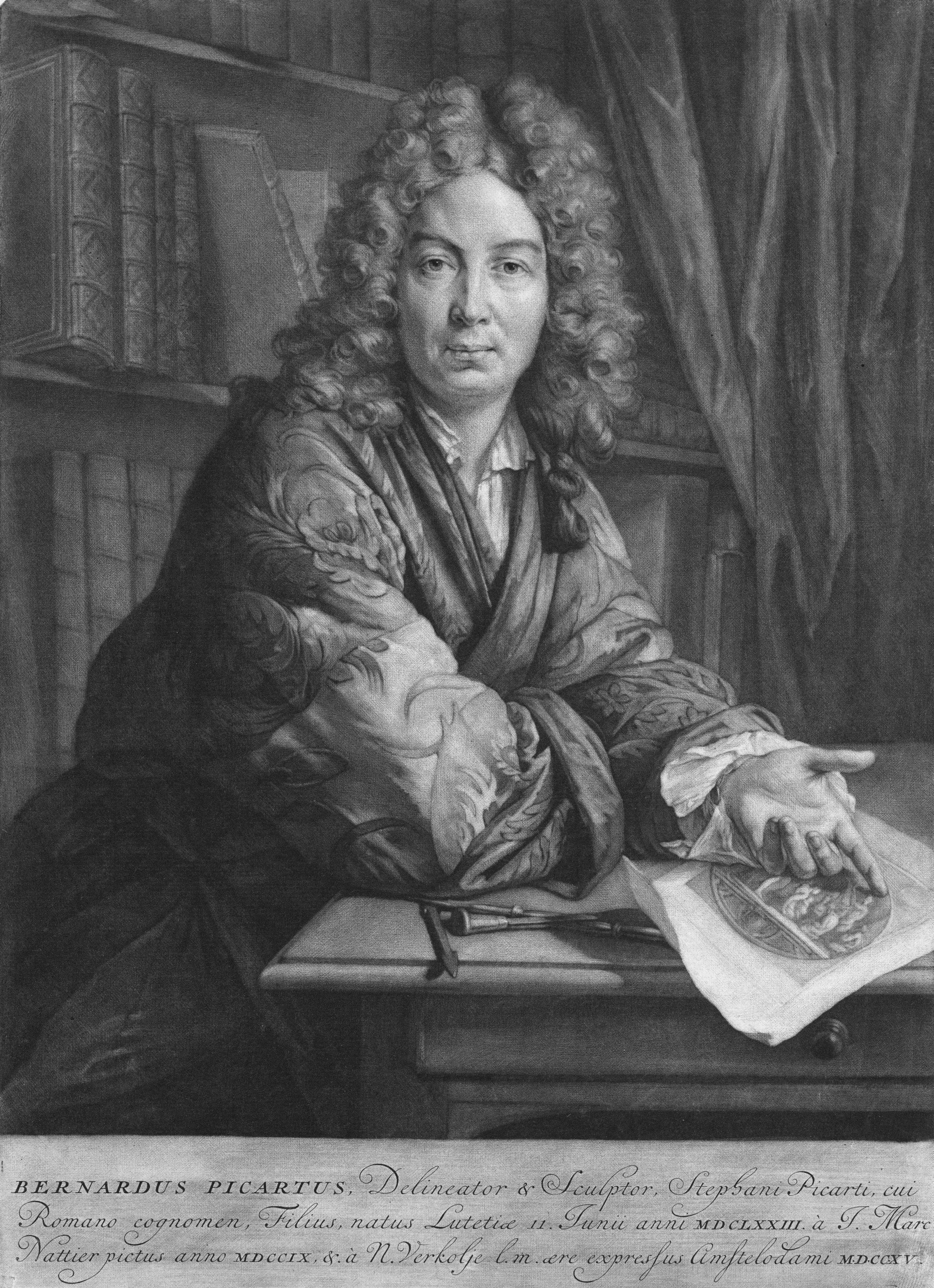

Bernard Picart (Parijs, 11 juni 1673 - Amsterdam, 8 mei 1733) was een Frans etser, graveur en boekillustrator.

## Biografie
Bernard Picart werd geboren in Parijs en was de zoon van Etienne Picart, ook graveur. Hij volgde les aan de Académie royale de peinture et de sculpture, hij kreeg er onder andere les van Charles Le Brun. Van 1696 tot 1698 volgde les in Antwerpen, nadien werkte hij in het atelier van zijn vader. In 1702 huwde hij met Claudine Prost.
Als Hugenoot had hij interesse in de werken van John Locke  Onder invloed van Pierre Bayle vestigde hij zich in 1710 in Den Haag en een jaar later in Amsterdam. Hij sloot zich aan bij de Waalse kerk. Na de dood van Claudine Prost hetrouwde hij met Anna Vincent in 1712.
Al vlug genoot hij van een goede reputatie bij de boekverkopers van Amsterdam. De veelheid aan opdrachten ging ten koste aan de kwaliteit, niettemin verdiende hij veel geld. Hij produceerde een groot aantal stukken, de onderwerpen waren gevarieerd, zoals bijbelillustraties, illustraties voor reisboeken (bv. Cornelis de Bruijn), gebruiken, portretten, taferelen over de oudheid of andere religies...
Bernard Picart stierf op 8 mei 1733, de begrafenis vond plaats in de Waalse Kerk in Amsterdam.

## Galerij

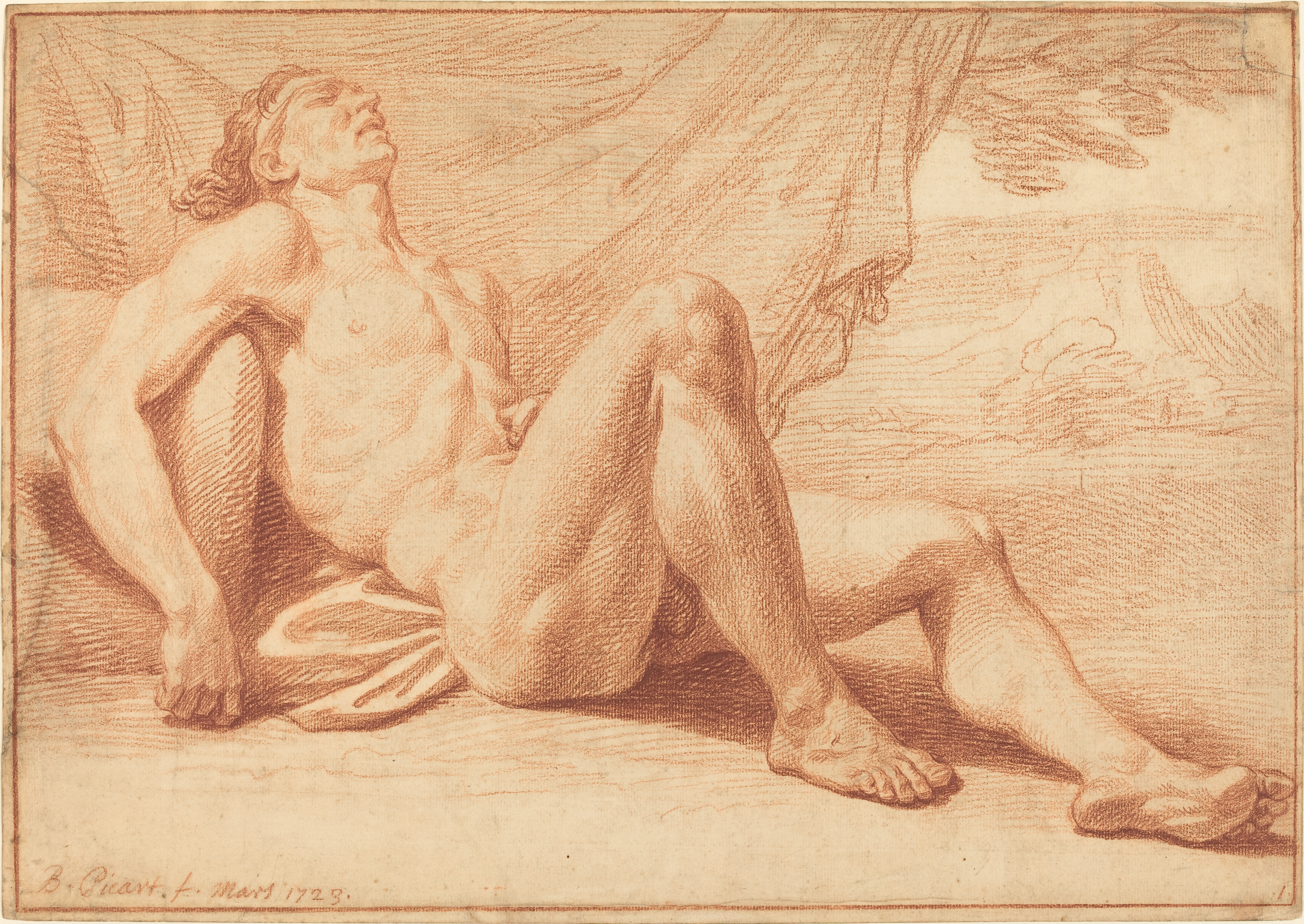
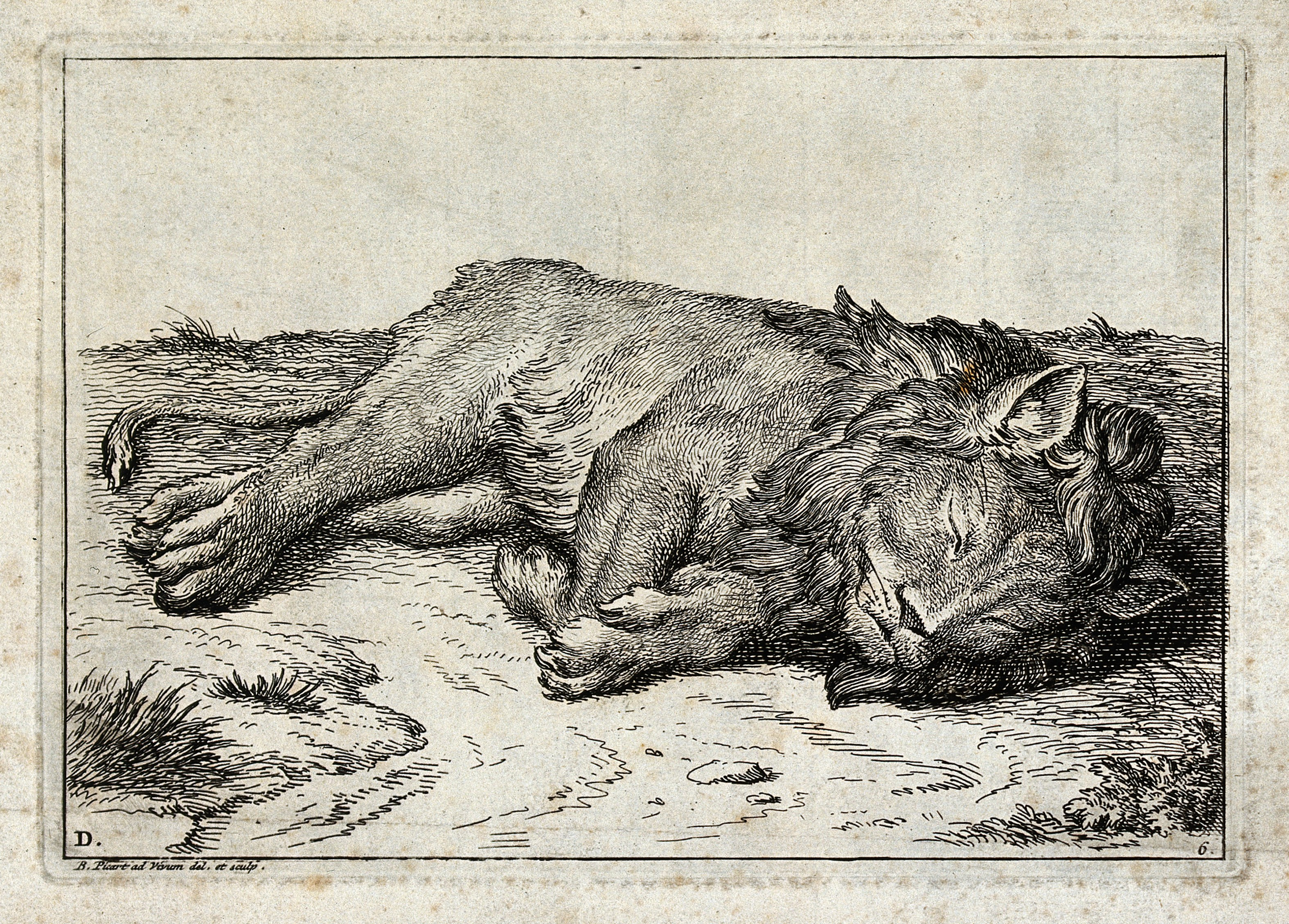
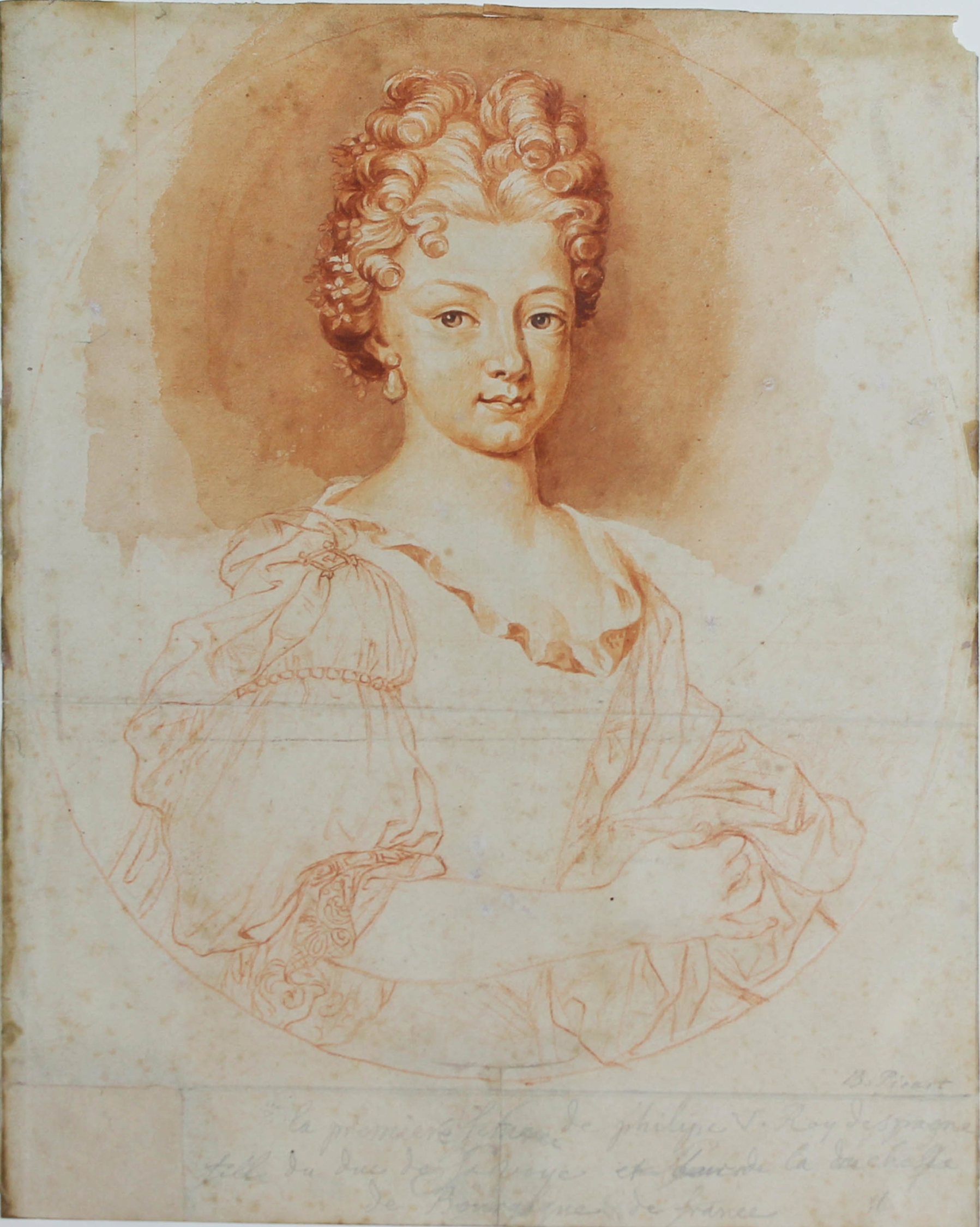
Maria Louise van Savoye
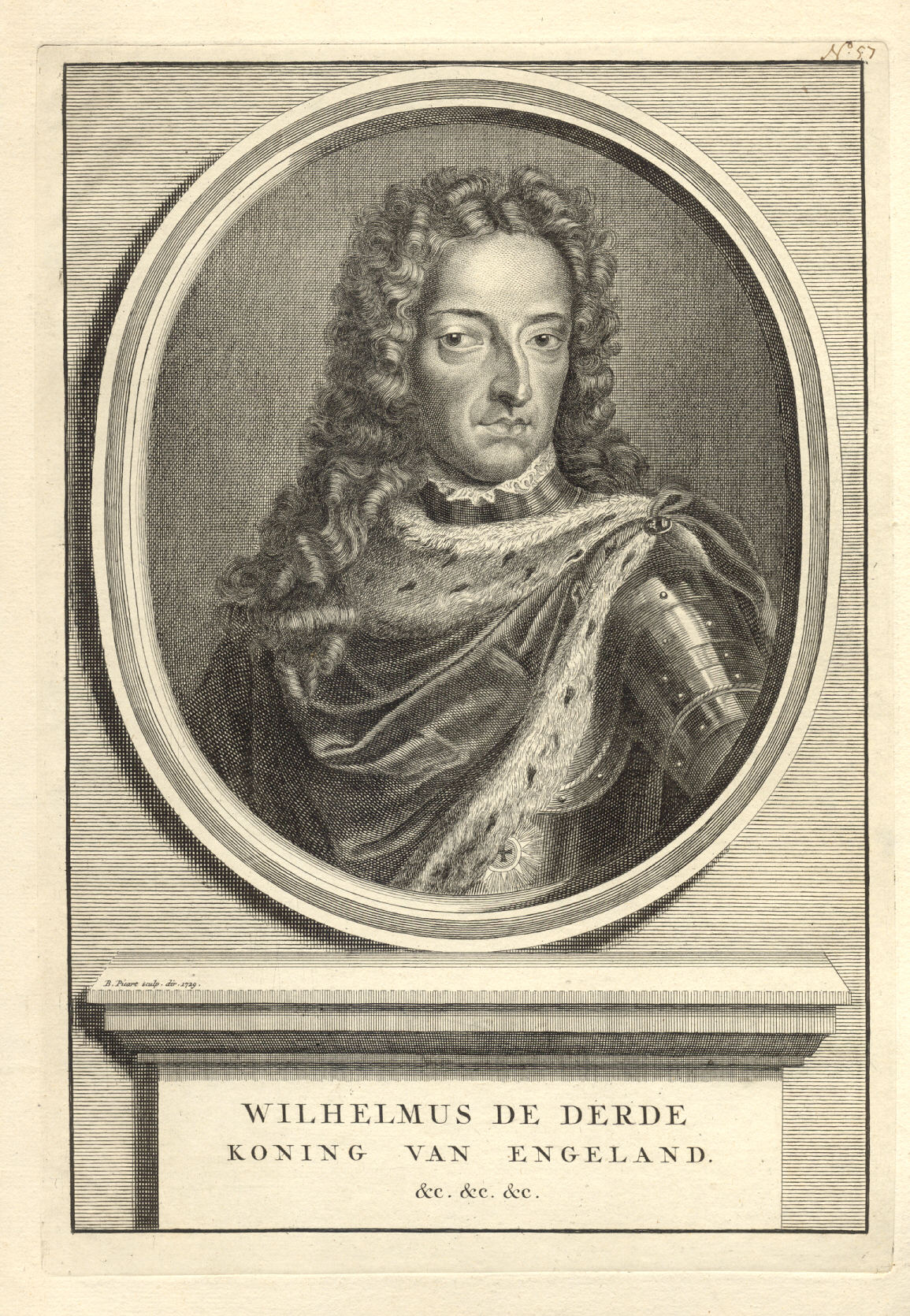
Willem III van Oranje